# Пастена (Фрозиноне)
Пастена (итал. Pastena) је насеље у Италији у округу Фрозиноне, региону Лацио.
Према процени из 2011. у насељу је живело 594 становника. Насеље се налази на надморској висини од 301 м.

## Становништво
Према резултатима пописа становништва 2011. у општини је живело 1.528 становника.
| 1931. | 1936. | 1951. | 1961. | 1971. | 1981. | 1991. | 2001. | 2011. |
| ----- | ----- | ----- | ----- | ----- | ----- | ----- | ----- | ----- |
| 2.759 | 2.809 | 2.520 | 2.343 | 1.908 | 1.753 | 1.715 | 1.672 | 1.528 |